# Lissopimpla excelsa
Lissopimpla excelsa là một loài tò vò trong họ Ichneumonidae.